# 5-MeO-DMT

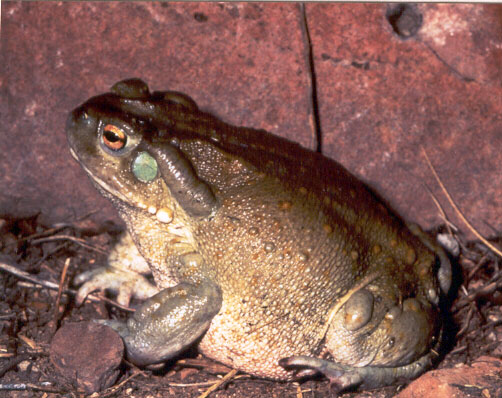
Cóc Sông Colorado

5-MeO-DMT (5-methoxy-N,N-dimethyltryptamine) hoặc O-methyl-bufotenin là một chất thức thần thuộc nhóm tryptamine. Nó được tìm thấy ở nhiều loài thực vật và cũng được tiết ra từ các tuyến của ít nhất một loài cóc, cóc Sông Colorado. Giống như họ hàng gần của nó là DMT và bufotenin (5-HO-DMT), nó đã được sử dụng làm chất entheogen ở Nam Mỹ. Các thuật ngữ tiếng lóng bao gồm Five-methoxy, the power, bufo và nọc độc cóc.